# 에드가 프립
에드가 프립(독일어: Edgar Prib, 1989년 12월 15일 ~ )은 독일의 축구 선수로, 현재 포르투나 뒤셀도르프에서 뛰고 있다.